# 花紫
花紫（はなむらさき）は、石川県加賀市の山中温泉にある温泉旅館。経営は株式会社山田屋。会社名は花紫の前身である山田屋旅館にちなむ。

## 概要
1902年に個人経営の山田屋旅館として創業した。1954年に有限会社山田屋を設立。
1964年には紫水園ホテルをオープンし、1984年に花紫を新たにオープンする。